# Marko Baša
Marko Baša (in serbo Марко Баша?; Trstenik, 29 dicembre 1982) è un ex calciatore montenegrino, di ruolo difensore.

## Carriera

### Club

#### Gli inizi in patria
Debutta nella squadra della sua città, il Prva Petoletka Trstenik, nel 1998, a 16 anni, e nel 2000 si trasferisce all'OFK Belgrado, dove non convince completamente, tanto da passare in prestito, nella stagione 2001-2002 al Proleter Zrenjanin.

#### Le Mans
Rientrato a Belgrado vi rimane fino al 2005, quando si trasferisce in Francia, al Le Mans dove si mette in mostra e matura definitivamente. Esordisce in Ligue 1 il 31 luglio 2005 nella sconfitta interna per 1-2 contro il Lione. Chiude la sua prima stagione in Francia con 32 presenze e 0 gol. Nella stagione successiva segna il suo primo gol nella vittoria interna per 2-0 contro il Tolosa il 16 dicembre 2006.
La stagione 2007-2008 inizia nel migliore dei modi: segna il primo gol stagionale della sua squadra nella prima giornata di campionato nella partita Le Mans-Metz finita 1-0. Si ripete altre quattro volte nelle partite Caen-Le Mans (3-2), Valenciennes-Le Mans (1-2), Le Mans-Caen (1-1) e Le Mans-Lens (3-2) risultando decisivo ai fini del risultato in 4 gol su 5 segnati.

#### Lokomotiv Mosca
Nel 2008 accetta il passaggio alla Lokomotiv Mosca, squadra di Prem'er-Liga. Esordisce nel campionato russo il 29 ottobre 2008 nella vittoria per 3-0 in casa contro il Shinnik. Il primo gol in Russia arriva nella stagione 2008/2009 nel derby CSKA Mosca-Lokomotiv Mosca perso per 4-1 dalla sua squadra. Dopo 49 presenze e 1 gol con la squadra russa si torna a trasferire in Francia al Lilla.

#### Lilla
Il 23 giugno 2011 viene reso ufficiale il suo trasferimento al Lilla, con un contratto di quattro anni.

##### Stagione 2011-2012
Esordisce con la nuova maglia nella partita persa per 5-4 contro il Marsiglia valida per l'assegnazione della Supercoppa di Francia (Trophee des Champions). Nell'occasione segna un gol. Il 14 settembre 2011 esordisce in una competizione europea nel pareggio per 2-2 contro il CSKA Mosca, partita valida per la prima giornata del girone B di Champions League. Il primo gol in campionato con la nuova maglia arriva il 23 ottobre nella vittoria per 3-1 in casa contro il Lione. Si ripete il 3 dicembre nella vittoria per 3-2 in trasferta contro l'Ajaccio. Il 21 dicembre in occasione dell'ultima partita del girone d'andata contro il Nizza (4-4) si procura un infortunio alla spalla che lo costringerà a stare lontano dal campo per 3 mesi. Torna a giocare dopo l'infortunio il 15 aprile nella vittoria interna per 4-1 contro l'Ajaccio. Chiude la stagione con 28 presenze e 3 gol totali.

##### Stagione 2012-2013
Nella stagione 2012/2013 diventa il titolare del duo di difensori centrali insieme ad Aurelien Chedjou. Il primo gol stagionale arriva nel pareggio per 1-1 sul campo del Bordeaux. Il 26 febbraio 2013 segna il primo gol in Coupe de France nella sconfitta per 3-2 contro il Saint-Etienne. Nella seconda parte del campionato segna tre gol consecutivi nella vittoria per 1-2 sul campo del Bastia, nel pareggio interno per 3-3 contro il Sochaux e nella sconfitta per 4-2 in trasferta contro il Tolosa. Chiude la stagione con 45 presenze e 6 gol totali.

##### Stagione 2013-2014
Per la stagione 2013/2014 è ancora uno dei titolari nonostante il cambio dell'allenatore. Il primo gol stagionale arriva il 17 agosto 2013 nella partita in trasferta contro lo Stade Reims, persa per 2-1, con un delizioso pallonetto al minuto 88'. Il 3 novembre 2013 regala al suo compagno Nolan Roux un assist su calcio d'angolo per il momentaneo vantaggio di 1-0 nella partita casalinga vinta per 2-0 contro il Monaco. L'11 febbraio 2014 in occasione della partita Lille-Caen 3-3, vinta poi dal Lille ai rigori, valida per gli ottavi di Coupe de France indossa la fascia da capitano perché ne Mavuba ne Balmont, che avevano indossato la fascia in precedenza, erano titolari al fischio d'inizio. Il 9 marzo 2014 segna il suo secondo gol stagionale in campionato nella partita vinta 2-0 in casa contro il Montpellier. Il 30 marzo 2014 regala l'assist decisivo al compagno di squadra Kalou al minuto 92' permettendo alla sua squadra di vincere la gara contro il Guingamp per 1-0.

##### Stagione 2014-2015
La prima presenza nella nuova stagione arriva in occasione della gara d'andata del terzo turno preliminare di Champions League giocata in Svizzera contro il Grasshopper vinta dalla sua squadra per 0-2. Il 9 agosto, in occasione della prima giornata di Ligue 1, trova la sua prima presenza in campionato nella nuova stagione nella gara interna pareggiata 0-0 contro il Metz. Il 19 settembre 2014 arriva il comunicato ufficiale del prolungamento del suo contratto fino al 2019.

### Nazionale
Ha partecipato, nel 2004, ai Campionati Europei Under-21 2004, con la Nazionale di calcio della Serbia e Montenegro Under-21, arrivando in finale, ma perdendo contro l'Italia. Ha fatto parte della spedizione serbo-montenegrina all'Olimpiade di Atene 2004

## Statistiche

### Presenze e reti nei club
Statistiche aggiornate al 23 maggio 2017.
| Stagione                       | Squadra                        | Campionato                     | Campionato | Campionato | Coppe nazionali | Coppe nazionali | Coppe nazionali | Coppe continentali | Coppe continentali | Coppe continentali | Altre coppe | Altre coppe | Altre coppe | Totale | Totale |
| Stagione                       | Squadra                        | Comp                           | Pres       | Reti       | Comp            | Pres            | Reti            | Comp               | Pres               | Reti               | Comp        | Pres        | Reti        | Pres   | Reti   |
| ------------------------------ | ------------------------------ | ------------------------------ | ---------- | ---------- | --------------- | --------------- | --------------- | ------------------ | ------------------ | ------------------ | ----------- | ----------- | ----------- | ------ | ------ |
| 1998-1999                      | Prva Petoletka Trstenik        | TL                             | 9          | 3          | CJ              | 0               | 0               | -                  | -                  | -                  | -           | -           | -           | 9      | 3      |
| 1999-2000                      | Prva Petoletka Trstenik        | TL                             | 26         | 22         | CJ              | 0               | 0               | -                  | -                  | -                  | -           | -           | -           | 26     | 22     |
| Totale Prva Petoletka Trstenik | Totale Prva Petoletka Trstenik | Totale Prva Petoletka Trstenik | 35         | 25         |                 | 0               | 0               |                    | -                  | -                  |             | -           | -           | 35     | 25     |
| 2000-2001                      | OFK Belgrado                   | PL                             | 0          | 0          | CJ              | 0               | 0               | -                  | -                  | -                  | -           | -           | -           | 0      | 0      |
| 2001-gen. 2002                 | Proleter Zrenjanin             | DL                             | 8          | 0          | CJ              | 0               | 0               | -                  | -                  | -                  | -           | -           | -           | 8      | 0      |
| gen.-giu. 2002                 | OFK Belgrado                   | PL                             | 6          | 0          | CJ              | 0               | 0               | -                  | -                  | -                  | -           | -           | -           | 6      | 0      |
| 2002-2003                      | OFK Belgrado                   | PL                             | 23         | 1          | CJ              | 0               | 0               | -                  | -                  | -                  | -           | -           | -           | 23     | 1      |
| 2003-2004                      | OFK Belgrado                   | PL                             | 24         | 2          | CJ              | 0               | 0               | Int                | 4                  | 0                  | -           | -           | -           | 28     | 2      |
| 2004-2005                      | OFK Belgrado                   | PL                             | 23         | 1          | CJ              | 0               | 0               | Int                | 6                  | 1                  | -           | -           | -           | 29     | 2      |
| Totale OFK Belgrado            | Totale OFK Belgrado            | Totale OFK Belgrado            | 76         | 4          |                 | 0               | 0               |                    | 10                 | 1                  |             | -           | -           | 86     | 5      |
| 2005-2006                      | Le Mans                        | L1                             | 32         | 0          | CF+CdL          | 2+0             | 0               | -                  | -                  | -                  | -           | -           | -           | 34     | 0      |
| 2006-2007                      | Le Mans                        | L1                             | 35         | 1          | CF+CdL          | 1+4             | 0               | -                  | -                  | -                  | -           | -           | -           | 40     | 1      |
| 2007-2008                      | Le Mans                        | L1                             | 28         | 5          | CF+CdL          | 0+2             | 2               | -                  | -                  | -                  | -           | -           | -           | 30     | 7      |
| Totale Le Mans                 | Totale Le Mans                 | Totale Le Mans                 | 95         | 6          |                 | 9               | 2               |                    | -                  | -                  |             | -           | -           | 104    | 8      |
| ago.-dic. 2008                 | Lokomotiv Mosca                | PL                             | 11         | 0          | CR              | 0               | 0               | CU                 | -                  | -                  | SR          | 0           | 0           | 11     | 0      |
| 2008-2009                      | Lokomotiv Mosca                | PL                             | 12         | 1          | KR              | 1               | 0               | -                  | -                  | -                  | -           | -           | -           | 13     | 1      |
| 2009-2010                      | Lokomotiv Mosca                | PL                             | 22         | 0          | KR              | 1               | 0               | -                  | -                  | -                  | -           | -           | -           | 23     | 0      |
| 2010-2011                      | Lokomotiv Mosca                | PL                             | 4          | 0          | KR              | 1               | 0               | UEL                | 1                  | 0                  | -           | -           | -           | 6      | 0      |
| Totale Lokomotiv Mosca         | Totale Lokomotiv Mosca         | Totale Lokomotiv Mosca         | 49         | 1          |                 | 3               | 0               |                    | 1                  | 0                  |             | 0           | 0           | 53     | 1      |
| 2011-2012                      | Lilla                          | L1                             | 22         | 2          | CF+CdL          | 0+1             | 0               | UCL                | 4                  | 0                  | SF          | 1           | 1           | 28     | 3      |
| 2012-2013                      | Lilla                          | L1                             | 34         | 5          | CF+CdL          | 3+2             | 1+0             | UCL                | 6                  | 0                  | -           | -           | -           | 45     | 6      |
| 2013-2014                      | Lilla                          | L1                             | 33         | 2          | CF+CdL          | 3+0             | 0               | -                  | -                  | -                  | -           | -           | -           | 36     | 2      |
| 2014-2015                      | Lilla                          | L1                             | 30         | 1          | CF+CdL          | 1+3             | 0               | UCL+UEL            | 3+6                | 0                  | -           | -           | -           | 43     | 1      |
| 2015-2016                      | Lilla                          | L1                             | 20         | 0          | CF+CdL          | 0+0             | 0               | -                  | -                  | -                  | -           | -           | -           | 20     | 0      |
| 2016-2017                      | Lilla                          | L1                             | 21         | 1          | CF+CdL          | 2+1             | 0+1             | UEL                | 1                  | 0                  | -           | -           | -           | 25     | 2      |
| Totale Lilla                   | Totale Lilla                   | Totale Lilla                   | 160        | 11         |                 | 16              | 2               |                    | 20                 | 0                  |             | 1           | 1           | 196    | 14     |
| Totale carriera                | Totale carriera                | Totale carriera                | 423        | 47         |                 | 28              | 4               |                    | 31                 | 1                  |             | 1           | 1           | 483    | 53     |

### Cronologia delle presenze in nazionale
| Cronologia completa delle presenze e delle reti in nazionale ― Serbia e Montenegro | Cronologia completa delle presenze e delle reti in nazionale ― Serbia e Montenegro | Cronologia completa delle presenze e delle reti in nazionale ― Serbia e Montenegro | Cronologia completa delle presenze e delle reti in nazionale ― Serbia e Montenegro | Cronologia completa delle presenze e delle reti in nazionale ― Serbia e Montenegro | Cronologia completa delle presenze e delle reti in nazionale ― Serbia e Montenegro | Cronologia completa delle presenze e delle reti in nazionale ― Serbia e Montenegro | Cronologia completa delle presenze e delle reti in nazionale ― Serbia e Montenegro |
| Data                                                                               | Città                                                                              | In casa                                                                            | Risultato                                                                          | Ospiti                                                                             | Competizione                                                                       | Reti                                                                               | Note                                                                               |
| ---------------------------------------------------------------------------------- | ---------------------------------------------------------------------------------- | ---------------------------------------------------------------------------------- | ---------------------------------------------------------------------------------- | ---------------------------------------------------------------------------------- | ---------------------------------------------------------------------------------- | ---------------------------------------------------------------------------------- | ---------------------------------------------------------------------------------- |
| 8-6-2005                                                                           | Toronto                                                                            | Italia                                                                             | 1 – 1                                                                              | Serbia e Montenegro                                                                | Amichevole                                                                         | -                                                                                  | 77’                                                                                |
| 13-11-2005                                                                         | Nanjing                                                                            | Cina                                                                               | 0 – 2                                                                              | Serbia e Montenegro                                                                | Amichevole                                                                         | -                                                                                  |                                                                                    |
| 16-11-2005                                                                         | Seul                                                                               | Corea del Sud                                                                      | 2 – 0                                                                              | Serbia e Montenegro                                                                | Amichevole                                                                         | -                                                                                  |                                                                                    |
| Totale                                                                             |                                                                                    | Presenze                                                                           | 3                                                                                  |                                                                                    | Reti                                                                               | 0                                                                                  |                                                                                    |

| Cronologia completa delle presenze e delle reti in nazionale ― Montenegro | Cronologia completa delle presenze e delle reti in nazionale ― Montenegro | Cronologia completa delle presenze e delle reti in nazionale ― Montenegro | Cronologia completa delle presenze e delle reti in nazionale ― Montenegro | Cronologia completa delle presenze e delle reti in nazionale ― Montenegro | Cronologia completa delle presenze e delle reti in nazionale ― Montenegro | Cronologia completa delle presenze e delle reti in nazionale ― Montenegro | Cronologia completa delle presenze e delle reti in nazionale ― Montenegro |
| Data                                                                      | Città                                                                     | In casa                                                                   | Risultato                                                                 | Ospiti                                                                    | Competizione                                                              | Reti                                                                      | Note                                                                      |
| ------------------------------------------------------------------------- | ------------------------------------------------------------------------- | ------------------------------------------------------------------------- | ------------------------------------------------------------------------- | ------------------------------------------------------------------------- | ------------------------------------------------------------------------- | ------------------------------------------------------------------------- | ------------------------------------------------------------------------- |
| 28-3-2009                                                                 | Podgorica                                                                 | Montenegro                                                                | 0 – 2                                                                     | Italia                                                                    | Qual. Mondiali 2010                                                       | -                                                                         |                                                                           |
| 1-4-2009                                                                  | Tbilisi                                                                   | Georgia                                                                   | 0 – 0                                                                     | Montenegro                                                                | Qual. Mondiali 2010                                                       | -                                                                         |                                                                           |
| 5-9-2009                                                                  | Sofia                                                                     | Bulgaria                                                                  | 4 – 1                                                                     | Montenegro                                                                | Qual. Mondiali 2010                                                       | -                                                                         | 73’                                                                       |
| 9-9-2009                                                                  | Podgorica                                                                 | Montenegro                                                                | 1 – 1                                                                     | Cipro                                                                     | Qual. Mondiali 2010                                                       | -                                                                         |                                                                           |
| 10-10-2009                                                                | Podgorica                                                                 | Montenegro                                                                | 2 – 1                                                                     | Georgia                                                                   | Qual. Mondiali 2010                                                       | -                                                                         |                                                                           |
| 14-10-2009                                                                | Dublino                                                                   | Irlanda                                                                   | 0 – 0                                                                     | Montenegro                                                                | Qual. Mondiali 2010                                                       | -                                                                         |                                                                           |
| 3-3-2010                                                                  | Skopje                                                                    | Macedonia                                                                 | 2 – 1                                                                     | Montenegro                                                                | Amichevole                                                                | 1                                                                         | Ammonizione                                                               |
| 3-9-2010                                                                  | Podgorica                                                                 | Montenegro                                                                | 1 – 0                                                                     | Galles                                                                    | Qual. Euro 2012                                                           | -                                                                         |                                                                           |
| 7-9-2010                                                                  | Sofia                                                                     | Bulgaria                                                                  | 0 – 1                                                                     | Montenegro                                                                | Qual. Euro 2012                                                           | -                                                                         |                                                                           |
| 8-10-2010                                                                 | Podgorica                                                                 | Montenegro                                                                | 1 – 0                                                                     | Svizzera                                                                  | Qual. Euro 2012                                                           | -                                                                         |                                                                           |
| 12-10-2010                                                                | Londra                                                                    | Inghilterra                                                               | 0 – 0                                                                     | Montenegro                                                                | Qual. Euro 2012                                                           | -                                                                         | 57’                                                                       |
| 17-11-2010                                                                | Podgorica                                                                 | Montenegro                                                                | 2 – 0                                                                     | Azerbaigian                                                               | Amichevole                                                                | -                                                                         |                                                                           |
| 4-6-2011                                                                  | Podgorica                                                                 | Montenegro                                                                | 1 – 1                                                                     | Bulgaria                                                                  | Qual. Euro 2012                                                           | -                                                                         |                                                                           |
| 10-8-2011                                                                 | Scutari                                                                   | Albania                                                                   | 3 – 2                                                                     | Montenegro                                                                | Amichevole                                                                | -                                                                         | 43’ 60’                                                                   |
| 25-5-2012                                                                 | Bruxelles                                                                 | Belgio                                                                    | 2 – 2                                                                     | Montenegro                                                                | Amichevole                                                                | -                                                                         |                                                                           |
| 15-8-2012                                                                 | Podgorica                                                                 | Montenegro                                                                | 2 – 0                                                                     | Lettonia                                                                  | Amichevole                                                                | -                                                                         | 46’                                                                       |
| 7-9-2012                                                                  | Podgorica                                                                 | Montenegro                                                                | 2 – 2                                                                     | Polonia                                                                   | Qual. Mondiali 2014                                                       | -                                                                         |                                                                           |
| 11-9-2012                                                                 | Serravalle                                                                | San Marino                                                                | 0 – 6                                                                     | Montenegro                                                                | Qual. Mondiali 2014                                                       | -                                                                         |                                                                           |
| 16-10-2012                                                                | Kiev                                                                      | Ucraina                                                                   | 0 – 1                                                                     | Montenegro                                                                | Qual. Mondiali 2014                                                       | -                                                                         |                                                                           |
| 14-11-2012                                                                | Podgorica                                                                 | Montenegro                                                                | 3 – 0                                                                     | San Marino                                                                | Qual. Mondiali 2014                                                       | -                                                                         | 71’                                                                       |
| 22-3-2013                                                                 | Chișinău                                                                  | Moldavia                                                                  | 0 – 1                                                                     | Montenegro                                                                | Qual. Mondiali 2014                                                       | -                                                                         |                                                                           |
| 26-3-2013                                                                 | Podgorica                                                                 | Montenegro                                                                | 1 – 1                                                                     | Inghilterra                                                               | Qual. Mondiali 2014                                                       | -                                                                         |                                                                           |
| 7-6-2013                                                                  | Podgorica                                                                 | Montenegro                                                                | 0 – 4                                                                     | Ucraina                                                                   | Qual. Mondiali 2014                                                       | -                                                                         |                                                                           |
| 14-8-2013                                                                 | Žodzina                                                                   | Bielorussia                                                               | 1 – 1                                                                     | Montenegro                                                                | Amichevole                                                                | -                                                                         | 67’                                                                       |
| 6-9-2013                                                                  | Varsavia                                                                  | Polonia                                                                   | 1 – 1                                                                     | Montenegro                                                                | Qual. Mondiali 2014                                                       | -                                                                         |                                                                           |
| 17-11-2013                                                                | Lussemburgo                                                               | Lussemburgo                                                               | 1 – 4                                                                     | Montenegro                                                                | Amichevole                                                                | 1                                                                         |                                                                           |
| 5-3-2014                                                                  | Podgorica                                                                 | Montenegro                                                                | 1 – 0                                                                     | Ghana                                                                     | Amichevole                                                                | -                                                                         | 46’                                                                       |
| 23-5-2014                                                                 | Bratislava                                                                | Slovacchia                                                                | 2 – 0                                                                     | Montenegro                                                                | Amichevole                                                                | -                                                                         | 46’                                                                       |
| 26-5-2014                                                                 | Hartberg                                                                  | Montenegro                                                                | 0 – 0                                                                     | Iran                                                                      | Amichevole                                                                | -                                                                         | 61’                                                                       |
| 12-10-2014                                                                | Vienna                                                                    | Austria                                                                   | 1 – 0                                                                     | Montenegro                                                                | Qual. Euro 2016                                                           | -                                                                         |                                                                           |
| 15-11-2014                                                                | Podgorica                                                                 | Montenegro                                                                | 1 – 1                                                                     | Svezia                                                                    | Qual. Euro 2016                                                           | -                                                                         | 73’                                                                       |
| 27-3-2015                                                                 | Podgorica                                                                 | Montenegro                                                                | 0 – 3 tav                                                                 | Russia                                                                    | Qual. Euro 2016                                                           | -                                                                         |                                                                           |
| 8-6-2015                                                                  | Viborg                                                                    | Danimarca                                                                 | 2 – 1                                                                     | Montenegro                                                                | Amichevole                                                                | -                                                                         | 46’                                                                       |
| 5-9-2015                                                                  | Podgorica                                                                 | Montenegro                                                                | 2 – 0                                                                     | Liechtenstein                                                             | Qual. Euro 2016                                                           | -                                                                         |                                                                           |
| 8-9-2015                                                                  | Chișinău                                                                  | Moldavia                                                                  | 0 – 2                                                                     | Montenegro                                                                | Qual. Euro 2016                                                           | -                                                                         | 41’                                                                       |
| 12-11-2015                                                                | Skopje                                                                    | Macedonia                                                                 | 4 – 1                                                                     | Montenegro                                                                | Amichevole                                                                | -                                                                         |                                                                           |
| 29-3-2016                                                                 | Podgorica                                                                 | Montenegro                                                                | 0 – 0                                                                     | Bielorussia                                                               | Amichevole                                                                | -                                                                         | 46’                                                                       |
| 11-11-2016                                                                | Erevan                                                                    | Armenia                                                                   | 3 – 2                                                                     | Montenegro                                                                | Qual. Mondiali 2018                                                       | -                                                                         |                                                                           |
| 4-6-2017                                                                  | Podgorica                                                                 | Montenegro                                                                | 1 – 2                                                                     | Iran                                                                      | Amichevole                                                                | -                                                                         | 46’                                                                       |
| Totale                                                                    |                                                                           | Presenze                                                                  | 39                                                                        |                                                                           | Reti                                                                      | 2                                                                         |                                                                           |

## Palmares

### Individuale
- Calciatore montenegrino dell'anno: 1

2014